# Romaine Jean
Romaine Jean, née le 31 décembre 1956 à Sion, est une journaliste et une productrice suisse.

## Biographie
Après des études de sciences politiques à l'Université de Genève (1978), elle commence sa vie professionnelle à l'Agence télégraphique suisse à Berne (1980-1982). En 1982, elle devient journaliste à la Radio suisse romande puis, en 1987 correspondante parlementaire au Palais fédéral. Le 1er février 1992, elle intègre le bureau de la Télévision suisse romande au Palais fédéral à Berne. En 1994, Romaine Jean est nommée à la tête de la rubrique nationale du téléjournal, avant d'en présenter l'édition principale de 1996 à 2003.
En novembre 2004, elle est productrice et présentatrice de l'émission Infrarouge. Le 2 octobre 2008, elle est nommée rédactrice en chef adjointe de l'Actualité, poste qu'elle assumera dès le 1er janvier 2009. Depuis le 3 décembre 2016, elle dirige la rédaction Société de la Radio télévision suisse et chapeaute les documentaires, ainsi que les magazines TV et radio.
Elle est membre du Conseil de la Fondation Hirondelle, une organisation de journalistes qui crée des médias en zone de crises.
Le 22 mars 2018, elle est nommée directrice de la communication de la candidature de Sion pour les Jeux olympiques d'hiver de 2026.
Le 9 septembre 2020, elle est élue au  Conseil de la Magistrature du Valais.

## Sources
1. ↑  Communiqué de presse de la Télévision suisse romande 2.10.2008
2. ↑  « Nominations à la RTS », sur www.rtsentreprise.ch, 3 décembre 2013 (consulté le 19 mars 2017)
3. ↑  « Romaine Jean nommée directrice de la communication », 22 mars 2018 (consulté le 6 avril 2017)

- tsr.ch, « Page de l'équipe d'infrarouge » (consulté le 31 décembre 2007)